# Avenue Ibirapuera
L'avenue Ibirapuera est une avenue située dans la ville de São Paulo.

## Situation et accès
Elle commence à l'avenue Conselheiro Rodrigues Alves (ancien nom de la route), dans le quartier de Vila Mariana et se termine à l'accès à l'avenue dos Bandeirantes, à la frontière des quartiers de Moema et Campo Belo.
L'avenue est desservie par deux stations (Moema et Eucaliptos) de la ligne 5-Lilas du métro,.

## Origine du nom
Le nom de la route vient de la combinaison des termes indigènes « ibira » (bois) et « uera » (vieux).

## Historique
L'avenue a vu son nom actuel officialisé par la loi no 505 du 18 août 1933. Elle est née de l'union de deux anciennes rues, l'une considérée comme partie intégrante de l'Avenue Conselheiro Rodrigues Alves, et l'autre appelée Avenue Araponga.

## Bâtiments remarquables et lieux de mémoire
Tout au long de sa longueur, il y a plusieurs entreprises et copropriétés, ainsi que le centre commercial Ibirapuera, l'un des plus grands et des plus anciens de São Paulo, ouvert en 1976. Près de l'avenue se trouve également le parc d'Ibirapuera, l'un des plus grands de la ville.